# Денисов Ігор Миколайович
Ігор Миколайович Денисов (3 вересня 1941, місто Свободний, тепер Амурської області, Російська Федерація — 17 листопада 2021, місто Москва, Російська Федерація) — радянський державний діяч, міністр охорони здоров'я СРСР. Член ЦК КПРС у 1990—1991 роках. Доктор медичних наук, професор, академік Російської академії медичних наук (2000), академік Російської академії наук (2013).

## Життєпис
Народився в родині службовців.
У 1964 році закінчив Куйбишевський державний медичний інститут за спеціальністю хірург.
У 1964—1966 роках — клінічний ординатор кафедри Куйбишевського медичного інституту. У 1966—1967 роках — лікар-ординатор клініки факультетської хірургії Куйбишевського медичного інституту.
Член КПРС з 1967 року.
У 1967—1973 роках — аспірант, асистент кафедри Куйбишевського медичного інституту.
У 1973—1978 роках — секретар партійного комітету Куйбишевського медичного інституту.
У 1978—1983 роках — проректор Куйбишевського медичного інституту.
У листопаді 1983 — жовтні 1987 року — ректор Рязанського медичного інституту.
У 1987 році — начальник Головного управління навчальних закладів Міністерства охорони здоров'я СРСР.
У 1987—1988 роках — заступник міністра, в 1988 — 18 квітня 1990 року — перший заступник міністра охорони здоров'я СРСР.
18 квітня 1990 — 28 серпня 1991 року — міністр охорони здоров'я СРСР. 28 серпня — 26 листопада 1991 року — в.о. міністра охорони здоров'я СРСР.
У грудні 1991 — 2004 року — проректор, у 2004—2011 роках — перший проректор Московської медичної академії імені Сєченова. Одночасно з 1992 року був завідувачем кафедри сімейної медицини Московської медичної академії імені Сєченова.
З 2011 року — радник при ректораті Першого Московського державного медичного університету імені Сеченова Міністерства охорони здоров'я Російської Федерації.
Помер 17 листопада 2021 року в Москві, похований на Хованському цвинтарі Москви.

## Нагороди і звання
- орден Трудового Червоного Прапора
- орден Дружби  (Російська Федерація)
- медаль ордена «За заслуги перед Вітчизною» (Російська Федерація)
- медалі
- двічі Лауреат премії Уряду Російської Федерації (1999, 2007)